# Miroslava Hlaváčková
Miroslava Hlaváčková (8. května 1942 Roudnice nad Labem – 21. května 2020) byla historička umění a kurátorka. V letech 1990–2008 stála v čele Galerie moderního umění v Roudnici nad Labem.

## Život
Miroslava Hlaváčková absolvovala střední zdravotnickou školu a poté od roku 1967 působila jako samostatná odborná pracovnice v roudnické galerii. V letech 1971–1977 studovala na Katedře dějin umění a estetiky Filozofické fakulty Univerzity Karlovy (prof. J. Pešina, J. Kropáček) a obhájila diplomovou práci Antonio Porta. Dílo českého období (1977). Po rozšíření byla tato práce uznána jako rigorózní (1979).
Po celou svou profesionální kariéru pracovala jako historička umění a kurátorka v Galerii moderního umění v Roudnici nad Labem, po odchodu Miloše Saxla v letech 1990–2008 jako ředitelka galerie. Spolu s akad. malířem a restaurátorem Jiřím Brodským a občanským sdružením Esprit se angažovala v iniciativách za záchranu roudnického barokního pivovaru. Roku 2018 kandidovala do místního zastupitelstva v Roudnici nad Labem za KDU-ČSL.

## Dílo
V roudnické galerii zahájila svou kurátorskou činnost roku 1981 výstavou k 90. výročí narození Josefa Šímy. V 80. letech spolupracovala jako kurátorka také se Severočeskou galerií výtvarného umění v Litoměřicích, Letohrádkem Ostrov, lounskou Galerií Benedikta Rejta (tehdejší výstavní síň Luna), nebo Oblastní galerií Vysočiny v Jihlavě. V 90. letech byla autorkou výstav např. Jaroslava Šerýcha v pražském Mánesu (1993), souborné výstavy Prozařování v GMU Roudnice, Galerii umění Karlovy Vary a OGV v Jihlavě (1999–2000). V Galerii moderního umění v Roudnici nad Labem připravila řadu monografických výstav.
Roudnická galerie se za ředitelů Saxla a Hlaváčkové soustředila na umění se silným spirituálním nábojem a tvořila tak protějšek blízké lounské galerie, specializované na konstruktivní tendence a geometrickou abstrakci. Miroslava Hlaváčková byla kurátorkou objevných výstav solitérů jako Jan Křížek (1999), František Dvořák (2001) nebo Jiří Štourač (2014) a souborných výstav mapujících výtvarné tendence i různé obory umění napříč generací 60. let (Alfa 2000 Omega, 2000, Prostor a čas, 2005) nebo zaměřených na mezigenerační souvislosti (Prozařování, 1999; Poezie magického realismu, 2002; Průzračný svět, 2007).
Zabývala se také historií roudnické galerie a památkami města Roudnice a okolí a vydala průvodce historií regionu (2006). Po odchodu z GMU v Roudnici představila základ sbírky GMU (August Švagrovský a jeho sbírka) v Galerii výtvarného umění v Hodoníně, Galérii Miloše Alexandra Bazovského v Trenčíne a Galerii výtvarného umění v Havlíčkově Brodě (2011). Připravila výstavy také pro Topičův salon v Praze nebo Museum Kampa – Nadaci Jana a Medy Mládkových.
Publikovala články v odborných časopisech Výtvarná kultura, Ateliér, Revue Art, Věstník AMG ČR, Vlastivědný sborník Podřipsko aj. a zpracovala hesla do Nové encyklopedie českého výtvarného umění (1995, 2006).

### Kurátorka výstav (výběr)
- 1981 Josef Šíma
- 1991 Bohuslav Reynek / Grafické dílo. Daniel Reynek / Fotografie
- 1995 Starozákonní motivy v českém moderním umění[8]
- 1996 Novozákonní motivy v českém moderním umění[9]
- 1997 Jan Koblasa / Apokalypsa
- 1999 Prozařování
- 1999 Jan Křížek /1919–1985/ Kresby, sochy, keramika
- 2000 Alfa 2000 Omega
- 2001 František Dvořák / Obrazy
- 2002 Poezie magického realismu
- 2004 Stopy paměti
- 2005 Prostor a čas
- 2006 Příští stanice Arkádia
- 2006 Doteky země
- 2007 Průzračný svět
- 2007 Světlo a stín
- 2007 Jiří Korec / Sochař a medailér
- 2008 Adriena Šimotová / Perforace, kresby /1975–1985/
- 2010 August Švagrovský a jeho sbírka
- 2014 Jiří Štourač: Ticho, které mluví, Topičův salon, Praha
- 2015 Eva Brodská: Potichu, Galerie moderního umění v Roudnici nad Labem
- 2016 Jiří Mrázek: Terra incognita, Museum Kampa – Nadace Jana a Medy Mládkových, Praha
- 2016 Anežka Kovalová: Zastavení v čase, Topičův salon, Praha
- 2018/2019 Mikuláš Medek, Galerie moderního umění v Roudnici nad Labem